# Шеймус
Шеймус (англ. Sheamus) — професійний ірландський реслер, справжнє ім'я якого Стефен Фарреллі (англ. Stephen Farrelly). На даний момент працює в World Wrestling Entertainment. Колишній кількаразовий світовий чемпіон WWE.

## Біографія
Фарреллі народився у Кабрі, Дублін. Батько Фарреллі був бодібілдером. Коли йому було тринадцять років, він співав в церковному хорі. Грав у гельський футбол за команду «Erin's Isle», де був названий «Гравцем місяця». Грав в регбі за Національний коледж Ірландії. До вступу в WWE працював охоронцем в нічному клубі, охороняв Боно і Ларрі Маллена з U2.

## Кар'єра в професійному реслінгу

### Тренування (2002–2004)
За порадою Брета Харта, Стефен починає тренуватися в школі реслінгу Леррі Шарпа у квітні 2002 року. Через кілька тижнів він дебютував в образі фейса під ім'ям О'Шоннессі. Незабаром Стефен отримує серйозну травму шиї, після якої він розпочав розробляти гіммік Ірландського Воїна.

### Irish Whip Wrestling (2004–2006)
У травні 2004 року, під тим же ім'ям О'Шоннессі, Стефен перейшов в Irish Whip Wrestling — школу реслінгу в Дубліні. 9 липня він дебютував, легко завдавши поразки Марку Бернсу. Залишок року він ворогує з Видом Уейном. Але практично всі їхні поєдинки він програє, при цьому і суперництво загалом. У березні 2005 року вони знову починають ворогувати: О'Шоннессі з Шейном і Видом, але вже при співпраці з Вороном. Після цього Фарреллі виграв Інтернаціональний титул IWW у важкій вазі 2 жовтня 2005 року. Після декількох захистів титулу від Вампіро і Вайпера, О'Шоннессі був втягнутий у фьюд з іншим шотландцем — Дрю Макінтаєром. Невдовзі О'Шоннессі програв свій титул (володів ним 329 днів) Дрю Макінтаєру 27 серпня 2006 р. І як виявилося, це був останній поєдинок для Шеймуса в Irish Whip Wrestling.

### Британські Промоушени (2005–2007)
Так само, як і в Ірландії, О'Шоннессі іноді їздив до Великої Британії для виступів у британських незалежних промоушенах. У квітні 2006 року він перейшов в Wales' Celtic Wrestling заради боротьби за титул чемпіона, але зазнав поразки від чемпіона Кріса Реколла. У тому ж році в листопаді, він працював в LDN, де з'явився на ТВ-шоу, і де, після швидкої перемоги над Вільямом Гіллом, отримав право змагатися за титул проти Текса Бенедикта, який закінчився перемогою по дискваліфікації. Під час свого перебування за кордоном він працював з Браяном Діксоном. О'Шоннессі також представляв Велику Британію в Битві Націй: таг-тім матчі між Великою Британією і Австрією разом з Дрю МакДональдом (перші програли). Він боровся із Галловейем у British Championship Wrestling два рази в 2005 році. У середині наступного року, О'Шоннессі повернувся до Шотландії, щоб взяти участь у BCW Шлях до слави, перемігши Галловея в першу ніч, але поступився йому наступної ночі у травні. Хоча їх ворожнеча закінчилась в Ірландії в серпні 2006 року, вони продовжували бої, наприклад у RQW, коли обидва боролися за чемпіонський титул.

### World Wrestling Entertainment
13 листопада 2006, О'Шоннессі з'явився у WWE на Raw у Манчестері як частина команди безпеки WWE. Під час виконання завдання, отримав Pedigree від Тріпл Ейча. Наступного дня він і Галловей спробували себе у матчі один проти одного. У наступному році в квітні він отримав матч у Мілані та Лондоні проти Галловея (Дрю Макінтайєра) і Стю Сандерса (Вейда Баретта). Він підписав контракт з WWE, після чого переїхав до Сполучених Штатів.

### Florida Championship Wrestling (2006–2009)
О'Шоннессі дебютував в WWE у FCW 2 жовтня в подвійному дебютному матчі з перемоги над Браяном Келлі. До вересня він зосередив свою увагу на одиночних змаганнях, успішно переміг свого колишнього партнера по команді за титул Чемпіона у важкій вазі. Він захищав титул проти Хагера 23 жовтня. Зрештою, 11 грудня О'Шоннессі програв титул Ескобару. 2009 рік він провів у погоні за чемпіонством, але не зміг досягти свого. Він отримував ряд шансів протягом усього року, але не зміг виграти титул. 22 липня 2008 О'Шоннессі працював в темному матчі на SmackDown, програвши Ар-Трусу.

### WWE і United States Champion (2009–2011)
На ECW 30 червня 2009 року, Фарреллі дебютував як Шеймус, швидко перемігши місцевого конкурента. Шеймус незабаром вступив у суперництво з Голдастом після перемоги над ним 29 липня. Потім Шеймус почав ворожнечу з Шелтоном Бенджаміном, що призвело до матчу 27 жовтня, який Шеймус виграв. Його суперництво з Бенджаміном передчасно завершилось через те, що Шеймус перейшов на Роу. Шеймус з'явився як частина команди Міза у традиційному матчі п'ять на п'ять на вибування. Згодом Шеймус виграв Королівську битву серед тих, хто ніколи не були чемпіонами. На підписанні контракту з Джоном Сіною, Шеймус кинув його на стіл, що призвело до матчу за чемпіонство на TLC: Tables, Ladders and Chairs, у якому переміг Шеймус, ставши першим чемпіоном WWE ірландського походження. Наступного Роу, Шеймус нагороджений нагородою Слеммі. На Royal Rumble, Шеймус переміг Ренді Ортона по дискваліфікації і зберіг чемпіонство WWE. 21 лютого Sheamus програв чемпіонство Тріпл Ейчу. Під час матчу Шеймус отримав струс мозку, і в результаті не був присутній на Роу наступної ночі. Повернувшись, він взяв реванш у Тріпл Ейча за WrestleMania XXVI, перемігши його наступного місяця на Extreme Rules (Шеймус напав на Тріпл Ейча до початку шоу, а потім переміг його у вуличній бійці). Після серії ударів в голову, щоб виграти, він продовжив свій напад і після закінчення матчу, в результаті чого Хантер пішов з телебачення.
20 червня Шеймус знову переміг Джона Сіну, і вдруге став чемпіоном. Згодом він захистив світ титул від Ренді Ортона, але згодом програв йому цей титул у 6-сторонньому матчі на Night of Champions 2010. У Пекельній Клітці знову програв Ортону у матчі за титул.
29 травня він переміг Кофі Кінгстона і Джона Моррісона і став Королем Рингу. Згодом, у нього було декілька боїв проти Моррісона. Після травми повернувся Хантер і помстився йому за свою травму. Згодом почалась ворожнеча проти Денієла Браяна, яка переросла у титульний матч за звання чемпіона Сполучених Штатів, у якому переміг Шеймус. На Extreme Rules 2011 втратив титул Кінгстону у поєдинку зі столами.

### World Heavyweight Champion (2011–2013)
Після Money in the Bank зробив фейс-тьорн, почавши фьюд проти Марка Генрі. На Summer Slam програв матч проти Марка Генрі по відліку. 26 серпня 2011 року в матчі-реванші виграв у Марка Генрі по відліку, але після матчу Марк Генрі напав на нього. На Hell in а Cell виграв матч проти Крістіана. 29 січня 2012 року виграв Royal Rumble 2012, викинувши за ринг Кріса Джеріко, в результаті чого вирушив до матчу за титул чемпіона світу у важкій вазі на Wrestlemania XXVIII. На Elimination Chamber (2012) після того, як Денієл Браян відстояв свій титул, на ринг вийшов Шеймус і зробив Денієлу Браяну White Noise. На Wrestlemania XXVIII відбувся матч проти Денієла Браяна за титул Чемпіона світу у важкій вазі. Шеймус переміг за 18 секунд і став новим чемпіон світу у важкій вазі. На Extreme Rules (2012) в Шеймуса був матч проти Денієла Браяна по правилах 2 з 3 утримань. Шеймус переміг з рахунком 2:1. 7 травня на RAW Шеймус невдало провів Brogue Kick на Крісові Джеріко і влучив у Ренді Ортона (напарникові по команді), унаслідок чого матч було програно. Проте, це зачепило Ортона і він відповів йому своїм RKO. Після цих подій відбулися розбирання за кулісами, і Джон Лоурінайтіс вирішив змінити захист титулу від Альберто Дель Ріо на чотиристоронній матч, в якому взяли участь Альберто Дель Ріо, Кріс Джеріко, Ренді Ортон і Шеймус за титул чемпіона світу у важкій вазі на Over the Limit (2012). Шеймусу вдалося захистити титул. На супершоу Hell in a cell 2012 програв титул Біг Шоу.

### Інші суперечки і травма (2013)
Після того, як Шеймуса атакував Щит, він об'єднався з Джоном Сіною і Райбеком. Це призвело до матчу шести осіб 17 лютого на Elimination Chamber 2013, де Щит вийшов переможцем. 7 квітня на Реслманії 29 Шеймус, Ортон і Шоу були розбиті Щитом. Пізніше в тому ж місяці, Шеймус знову вступив у ворожнечу з Марком Генрі і після цього вони неодноразово нападали один на одного за лаштунками. Після ворожнечі з Генрі, Шеймус почав ворогувати з Демієном Сендоу. 16 червня Шеймус переміг Сендоу в одиночному матчі. Наступного Роу, він програв Сендоу. Усе скінчилось бійкою на вулиці Дубліна, де переміг Шеймус. 14 липня на шоу Гроші в банку 2013, Шеймус змагався за кейс, але безуспішно, так як кейс виграв Ортон. Під час матчу Шеймус отримав травму на стегні. Він повернувся до виступів, але програв Альберто Дель Ріо. 7 серпня WWE.com підтвердили, що Шеймус отримав травму, і що йому потрібно операція, і що він буде відсутнім до 4-6 місяців.

### Повернення (2014— теперішній час)
26 січня 2014 року Шеймус повернувся на шоу Royal rumble, де він вийшов під номером 17. У цьому матчі Шеймус усунув Біг І Ленгстона, але пізніше був викинутий Романом Рейнсом. На наступному Raw Шеймус, Денієл Браян і Джон Сіна перемогли Щит, кваліфікувавшись на матч за чемпіонство світу у важкій вазі на Elimination Chamber 2014. На Elimination Chamber програв у шестисторонньому матчі за титул чемпіона світу Ренді Ортону.

## Фільмографія
У 2006 році мав невелику роль у фільмі 3 Crosses. 2008 зіграв роль у фільмі The Escapist. Грав роль у шоу The Podge and Rodge Show.

## Прийоми
- Білий шум (White Noise)
- Брутальний Кік (Brogue Kick)
- Кельтський хрест (Celtic Cross)
- Кидок Кельтів (Celtic Slam)
- Ірландське прокляття (Irish Curse)
- Лють
- Короткий Клоуслайн
- Вертикальный Суплекс і потужний кидок з утриманням
- Військовий Меч (War Sword)
- СОС Бомба
- Техаська конющина
- ДДТ

## Прізвиська
- «S.O.S.»
- «The Irish Curse»
- «The Celtic Warrior» (WWE)
- «The Great White» (WWE)

## Титули і нагороди
- World Wrestling Entertainment/WWE
  - Чемпіон WWE (3 рази)
  - Чемпіон світу у важкій вазі (1 раз)
  - Чемпіон Сполучених Штатів (2 рази)
  - Командний чемпіон Raw (4 рази) - із Сезаро
  - Нагорода «Слеммі» (4 рази)
  - Переможець «Королівської битви» (2012)
  - Містер «Зірви банк» (2015)
  - «Король рингу» (2010)

Florida Championship Wrestling
- FCW Florida Heavyweight Championship (1 раз)

Irish Whip Wrestling
- IWW International Heavyweight Championship (1 раз)

Pro Wrestling Illustrated
- PWI ставить його під № 226 в списку 500 найкращих реслерів 2008 року
- PWI ставить його під № 94 в списку 500 найкращих реслерів 2009 року
- PWI ставить його під № 10 в списку 500 найкращих реслерів 2010 року
- PWI ставить його під № 12 в списку 500 найкращих реслерів 2011 року
- PWI ставить його під № 5 в списку 500 найкращих реслерів 2012 року
- PWI ставить його під № 6 в списку 500 найкращих реслерів 2013 року